# Saint-Eugène, Aisne
Saint-Eugène là một xã ở tỉnh Aisne, vùng Hauts-de-France thuộc miền bắc nước Pháp.